# Cypripedium lentiginosum
Cypripedium lentiginosum — вид многолетних травянистых растений секции Trigonopedia рода Башмачок (Cypripedium), семейства орхидных (Orchidaceae).
Относится к числу охраняемых видов (II приложение CITES).
Китайское название: 长瓣杓兰 chang ban shao lan.

## Ботаническое описание
Растения 7—11 см высотой, с толстым, ползучим корневищем. Стебель прямостоячий, 3—7 см, покрытый 2 трубчатыми оболочками.
Листовые пластинки тёмно-зелёные, густо испещренные чёрными, иногда с пурпурными пятнами, яйцевидные, обратнояйцевидные или почти округлые, примерно 16 × 14 см.
Соцветие верхушечное, 1-цветковое. Спинные чашелистики и парус грязно-красные; лепестки и губа кремовые, кремово-белые или желтоватые, отмеченные темно-бордовыми пятнами; стаминодий грязно-красного цвета. Спинные чашелистики эллиптическая-яйцевидные, примерно 6 × 2,5—3 см, почти голые, апекс острый; парус ланцетный, примерно 5 × 1 см, реснитчатый, апекс острый. Лепестки вогнуты вперед, окутывая губы, косо продолговато-ланцетные, примерно 6,2 × 1,9 см, вогнутая, с опушеннием на верхней стороне, рассеянно реснитчатые, с заостренными вершинами; губа сумчатая, сплющенная, примерно 3 × 2,5 см. Стаминодий около 1 см.
Цветение в мае.
Cyp. lentiginosum очень похож на Cypripedium lichiangense, но более яркой окраски и с более изящной формой цветков из-за пропорционально меньшей губы. Вид очень изменчив в размерах и форме цветка, что заставило выделить в нём дополнительные таксоны: Cypripedium lichiangense var. daweishanense S.C. Chen & Z.J. Liu, 2003, позже признанный самостоятельным видом — Cypripedium daweishanense (S.C. Chen & Z.J. Liu) S.C. Chen & Z.J. Liu 2005, отличается более коротким спинным лепестком и губой, большей в пропорции к лепесткам,
и Cypripedium malipoense S.C. Chen & Z.J. Liu 2002 с меньшим цветком. Эти различия и даже более тёмная окраска, в принципе укладываются в диапазон изменчивости внутри Cyp. lentiginosum, и такие ботаники, как Пернер Хольгер расценивают эти недавние «новые виды», как синонимы Cyp. lentiginosum. Все эти отклонения можно обнаружить внутри популяции Cyp. lentiginosum.

## Распространение
Китай (юго-восток Юньнань), Вьетнам (Хазянг). Крутые участки на известняковых выступах ниже гребней в кустарниковых зарослях или открытых лесах; часто под пологом местных видов Rhododendron, Fraxinus и Pterocarya. встречается на высотах 2100—2200 метров над уровнем моря.
В тех же самых горах, но только на меньших высотах (ниже 1 500 м), произрастают Paphiopedilum hirsutissimum и Paphiopedilum micranthum.

## В культуре
В 1990-х годах, Cyp. lentiginosum часто предлагался к продаже японскими торговцами диких растений, импортировавшими Cyp. lentiginosum из Вьетнама. Некоторые из тех растений попали к перекупщикам и коллекционерам в Европу и Северную Америку. Пернер Хольгер сообщает, что скорее всего, растения, которые были экспортированы в Японию и в другие страны редко выживали дольше одного сезона и погибли.
Зоны морозостойкости: 7—8.

## Классификация

### Таксономия
Вид Cypripedium lentiginosum входит в род Башмачок (Cypripedium) семейства Орхидные (Orchidaceae) порядка Спаржецветные (Asparagales).
|  |                                      |  |                                                             |                                                             |                    |  | ещё 24 семейства (согласно Системе APG II) | ещё 24 семейства (согласно Системе APG II) |                              |  |  |  | ещё около 45 видов |
|  |                                      |  |                                                             |                                                             |                    |  | ещё 24 семейства (согласно Системе APG II) | ещё 24 семейства (согласно Системе APG II) |                              |  |  |  | ещё около 45 видов |
|  |                                      |  |                                                             | порядок Спаржецветные                                       |                    |  |                                            |                                            | род Башмачок                 |  |  |  |                    |
|  |                                      |  |                                                             | порядок Спаржецветные                                       |                    |  |                                            |                                            | род Башмачок                 |  |  |  |                    |
|  | отдел Цветковые, или Покрытосеменные |  |                                                             |                                                             | семейство Орхидные |  |                                            |                                            | вид Cypripedium lentiginosum |  |  |  |                    |
|  | отдел Цветковые, или Покрытосеменные |  |                                                             |                                                             | семейство Орхидные |  |                                            |                                            |                              |  |  |  |                    |
|  |                                      |  | ещё 44 порядка цветковых растений (согласно Системе APG II) | ещё 44 порядка цветковых растений (согласно Системе APG II) |                    |  |                                            | ещё около 880 родов                        | ещё около 880 родов          |  |  |  |                    |
|  |                                      |  |                                                             | ещё 44 порядка цветковых растений (согласно Системе APG II) |                    |  |                                            |                                            | ещё около 880 родов          |  |  |  |                    |